# TV Taiamã
TV Taiamã foi uma emissora de televisão brasileira instalada em Cáceres, no estado do Mato Grosso. Operava no canal 3 VHF e era afiliada à TV Cultura. A emissora pertencia à Universidade do Estado de Mato Grosso (UNEMAT).

## História
A TV Taiamã foi inaugurada e iniciou suas operações em 27 de março de 1998, como uma afiliada da TV Cultura. O investimento inicial na emissora foi de R$ 120 mil.
Entre os dias 6 e 10 de setembro de 2004, a TV Taiamã promoveu entrevistas com os cinco candidatos a prefeito de Cáceres. Em 17 de setembro, a emissora promoveu e exibiu um debate entre os candidatos, iniciado às 10 horas da manhã e encerrado ao meio-dia. Em 2 de outubro, foi apresentada a nova sede da emissora, como parte do lançamento das obras na Cidade Universitária da UNEMAT.
Em 14 de fevereiro de 2007, a TV Taiamã interrompeu suas transmissões. O professor Bento Matias Gonzaga Filho, coordenador do curso de comunicação da UNEMAT, afirmou em nota que o motivo era uma reestruturação na emissora. Em 2011, devido a problemas financeiros da universidade, a emissora encerrou suas atividades.

## Programação
Além de retransmitir a programação da TV Cultura, a TV Taiamã produziu e exibiu os seguintes programas:
- Jornal da Taiamã
- UNEMAT Notícias